# Hipparchia maderensis
Hipparchia maderensis is een vlinder uit de onderfamilie Satyrinae van de familie Nymphalidae (aurelia's). De wetenschappelijke naam is voor het eerst geldig gepubliceerd in 1891 door George Thomas Bethune-Baker.
De soort komt voor in Europa.